# Бородино (Ильинское сельское поселение)
Бородино — деревня в Кимрском районе Тверской области. Входит в состав Ильинского сельского поселения.

## География
Находится в юго-восточной части Тверской области на расстоянии приблизительно 20 км на запад по прямой от районного центра города Кимры в левобережной части района.

## История
Известна была с 1678 года как владение князя А. Н. Юсупова. В 1780-х годах 12 дворов. В 1859 году здесь (деревня Корчевского уезда Тверской губернии) было учтено 37 дворов, в 1887 — 66.

## Население
Численность населения: 61 человек (1780-е годы), 242 (1859 год), 367 (1887), 14 (русские 100 %) в 2002 году, 10 в 2010.